# Onokleovité
Onokleovité (Onocleaceae) je čeleď kapradin z řádu osladičotvaré (Polypodiales). Jsou to středně velké až velké kapradiny s výrazně dvoutvárnými listy, rostoucí v Evropě, Asii i Americe. V Česku tuto čeleď zastupuje pérovník pštrosí.

## Charakteristika
Zástupci čeledi onokleovité jsou středně velké až mohutné kapradiny s výrazně dvoutvárnými listy. Oddenek je nevětvený a vzpřímený, u rodu Onocleopsis až 1 m vysoký, nebo dlouze plazivý a větvený, pokrytý hnědými kopinatými plevinami. U rodů pérovník a Pentarhizidium jsou báze listů vytrvalé a tvoří masivní obal okolo oddenku. Listy nejsou ani za mlada pokryty slizem. Řapíky jsou na bázi ztlustlé, se 2 cévními svazky, které se v opačné části řapíku spojují do jediného svazku ve tvaru písmene U. Čepel listů je bylinná, měkká, zpeřeně členěná až zpeřená. Žilky v listech jsou volné nebo se spojují, přičemž v areolách pak nejsou další volné žilky, a většinou dosahují listového okraje, pouze u rodu Pentarhizidium jsou ukončené před ním.
Výtrusné kupky jsou okrouhlé, tvořící se na koncích žilek a s výjimkou druhu Pentarhizidium intermedium jsou kryté ostěrou. Lůžko kupek je vystouplé, kuželovité, ostěra je postranní, trojúhelníkovitá a prchavá. Výtrusnice mají ve střední části více než 1 řadu buněk. Spory jsou monoletní, s chlorofylem a hnědým obalem.

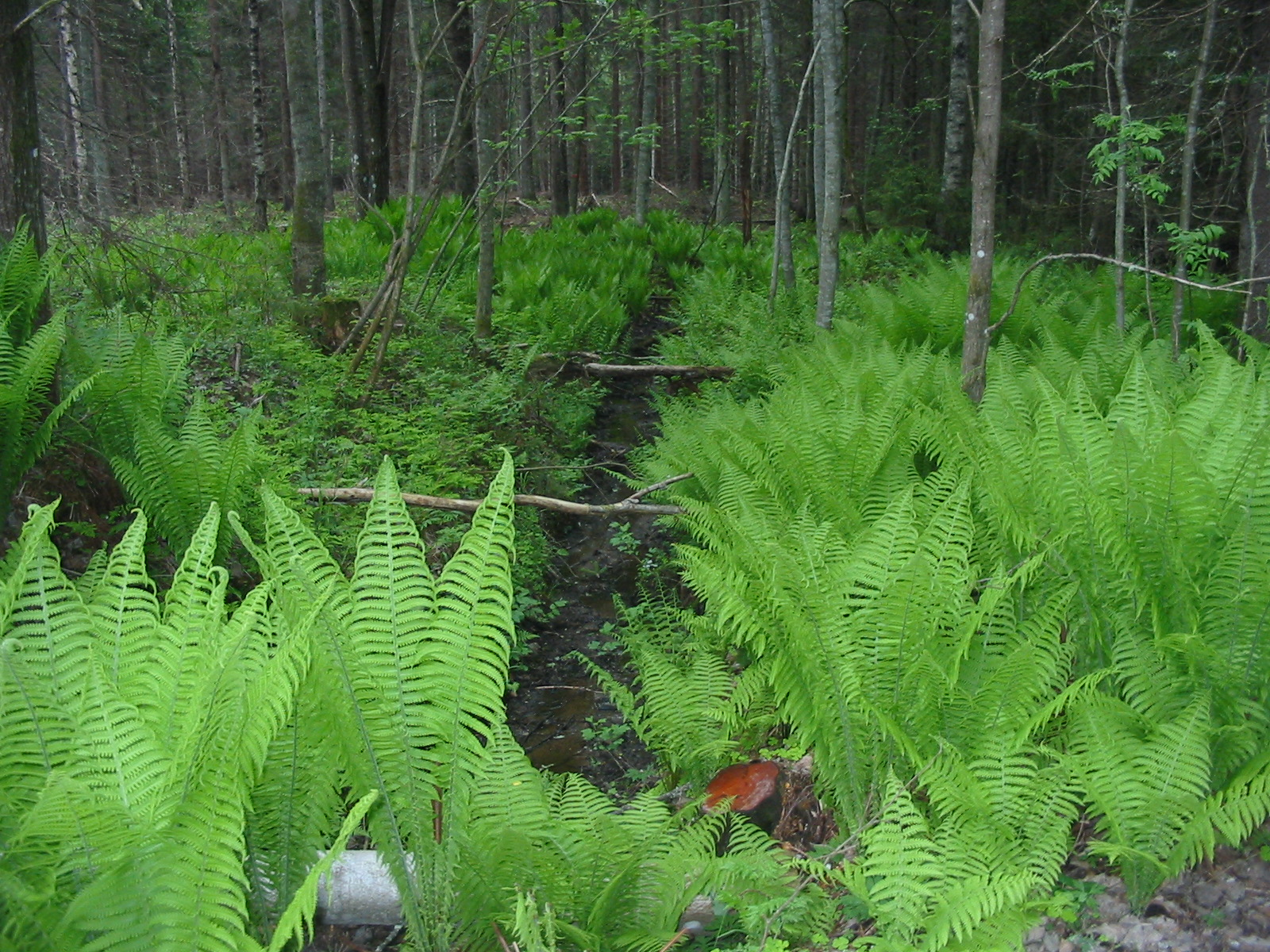
Porost pérovníku pštrosího (Matteuccia struthiopteris)
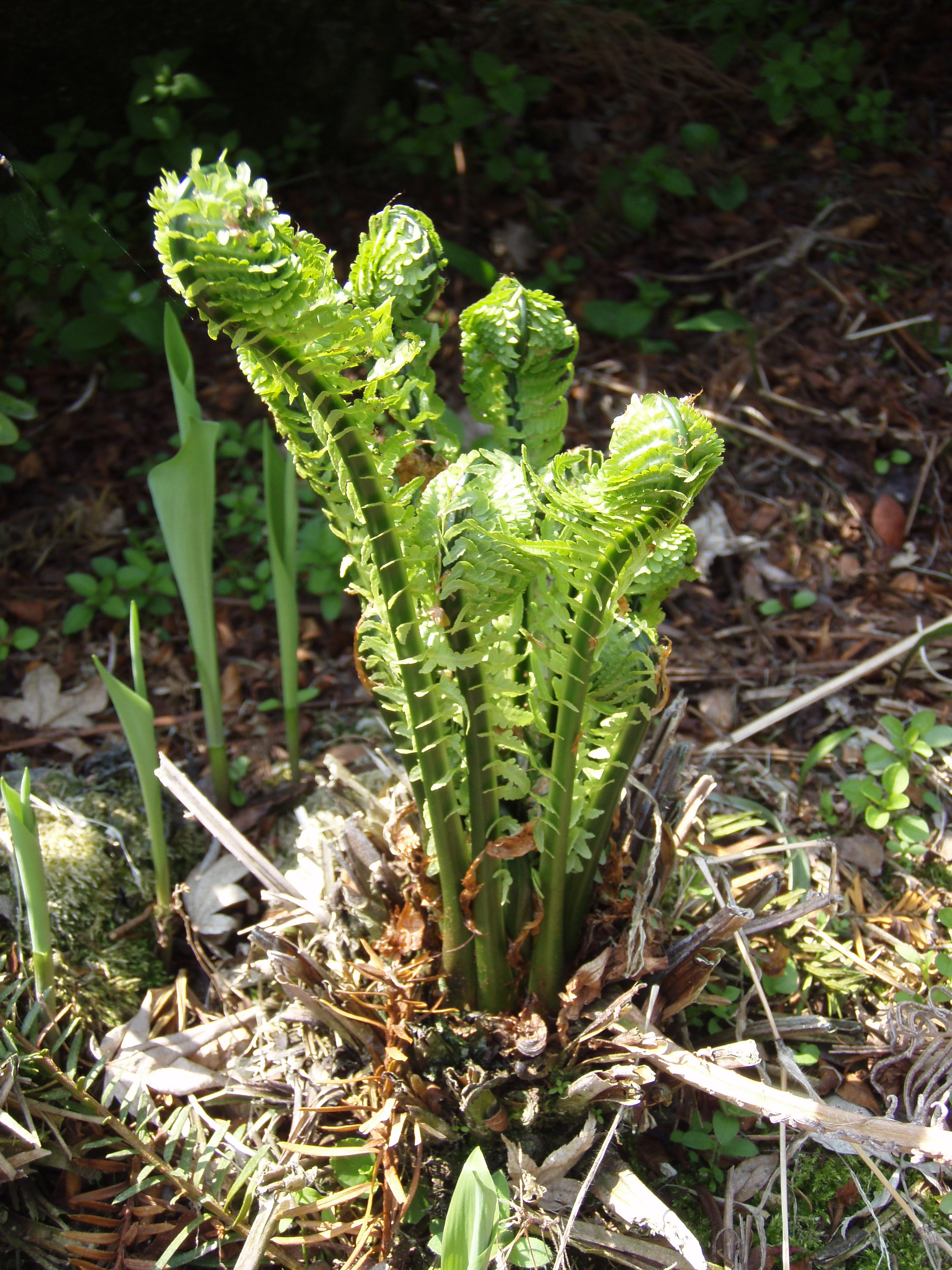
Rašící pérovník pštrosí (Matteuccia struthiopteris)
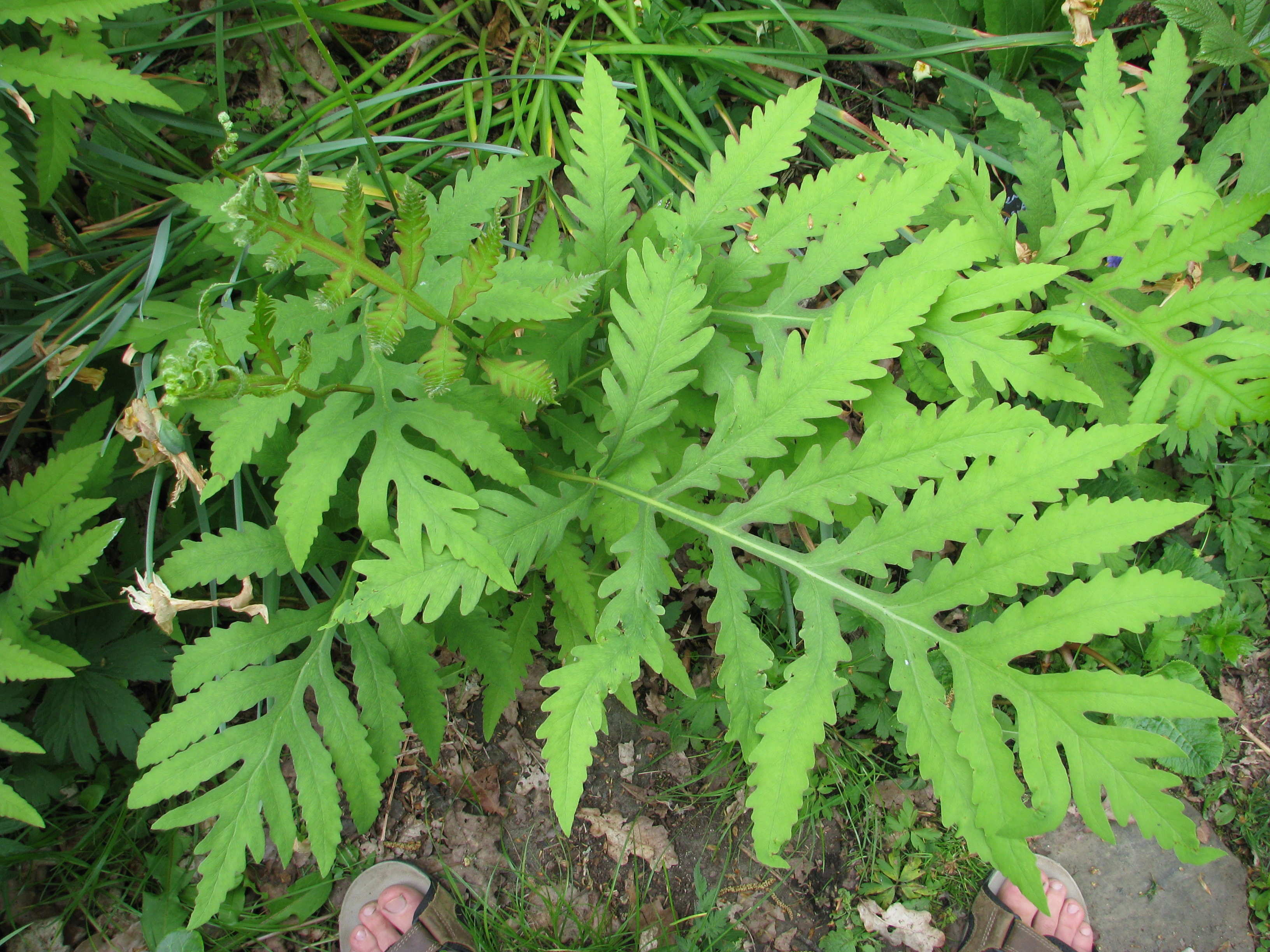
Onoklea citlivá (Onoclea sensibilis)
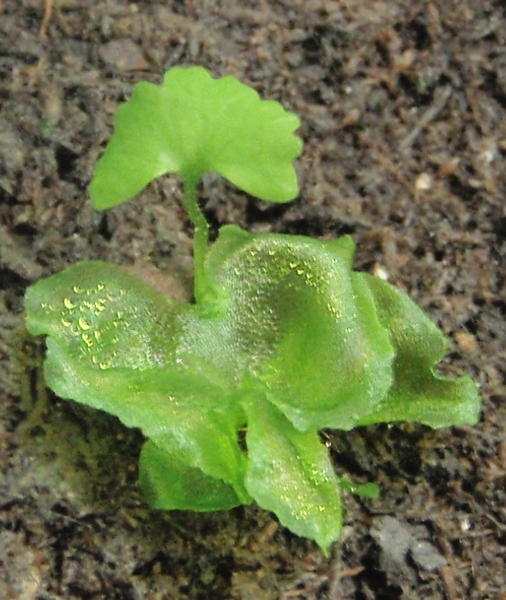
Onoklea rašící z gametofytu
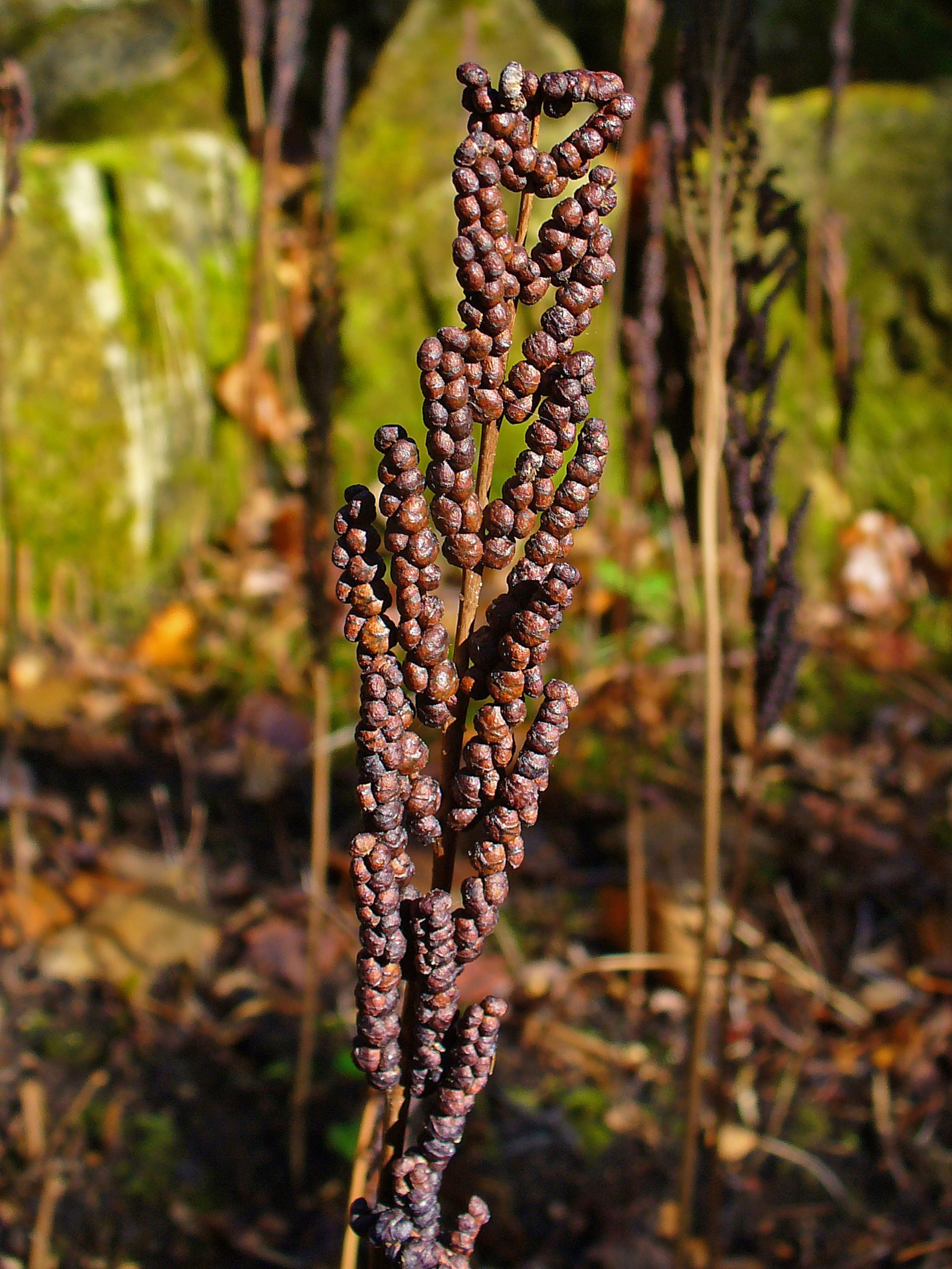
Fertilní list onokley citlivé

## Rozšíření
Čeleď onokleovité zahrnuje jen 5 druhů ve 4 rodech. Rod Pentarhizidium obsahuje 2 druhy, zbylé rody jsou monotypické. Pérovník pštrosí (Matteuccia struthiopteris) má široký areál výskytu v Evropě, Asii i Severní Americe. Onoclea sensibilis roste v Severní Americe a ve východní Asii. Rod Pentarhizidium je omezen na Asii a Onocleopsis hintonii na Střední Ameriku. V Evropě stejně jako v ČR je původní jediný zástupce, pérovník pštrosí.
Zástupci čeledi rostou obvykle na vlhkých nebo periodicky zaplavovaných stanovištích.

## Rozlišovací znaky
Onokleovité jsou nápadné zejména listovým dimorfismem. Mezi další charakteristické znaky patří spory s chlorofylem, ztlustlé báze řapíků a kuželovitá lůžka výtrusných kupek. Habituelně podobné kapradiny z čeledi žebrovicovité (Blechnaceae) se liší zejména větším počtem cévních svazků v řapíku (s výjimkou Woodwardia areolata) a červenavými rašícími listy.

## Taxonomie
Rody stávající čeledi Onocleaceae byly v minulosti řazeny povětšině do čeledi Woodsiaceae. Čeleď Onocleaceae byla publikována v roce 1970. Při širším pojetí rodů bývá všech 5 druhů čeledi Onocleaceae některými taxonomy vřazováno do rodu Onoclea (např. )

### Kladogram čelediOnocleaceae
|  | Onoclea                                                    |
|  |                                                            |
|  | \| \| Onocleopsis \| \| \| \| \| \| Matteuccia \| \| \| \| |
|  |                                                            |
|  | Onocleopsis                                                |
|  |                                                            |
|  | Matteuccia                                                 |
|  |                                                            |

|  | Onocleopsis |
|  |             |
|  | Matteuccia  |
|  |             |

|  | Onoclea                                                    |
|  |                                                            |
|  | \| \| Onocleopsis \| \| \| \| \| \| Matteuccia \| \| \| \| |
|  |                                                            |
|  | Onocleopsis                                                |
|  |                                                            |
|  | Matteuccia                                                 |
|  |                                                            |

|  | Onocleopsis |
|  |             |
|  | Matteuccia  |
|  |             |

## Zástupci
- onoklea (Onoclea)
- pérovník (Matteuccia)

## Význam
Pérovník pštrosí je pěstován jako stínomilná trvalka vytvářející časem bohaté a nápadné porosty. Onoklea citlivá (Onoclea sensibilis) bývá pro zajímavé listy pěstovaná především v botanických zahradách. K vidění je např. v Průhonickém parku, v botanické zahradě v Rakovníku a v Botanické zahradě UK v Praze.

## Přehled rodů
Matteuccia, Onoclea, Onocleopsis, Pentarhizidium